# Aquila Basket Trento 2021-2022
Questa voce raccoglie le informazioni riguardanti l'Aquila Basket Trento nelle competizioni ufficiali della stagione 2021-2022.

## Stagione
La stagione 2021-2022 dell'Aquila Basket Trento sponsorizzata Dolomiti Energia, è l'8ª nel massimo campionato italiano di pallacanestro, la Serie A.
Per la composizione del roster si decise di cambiare la scelta della formula, tornando a quella con 5 giocatori stranieri senza vincoli.

## Roster
Aggiornato al 27 Agosto 2021.
| Dolomiti Energia Trento 2021-22 | Dolomiti Energia Trento 2021-22 |
| Giocatori                       | Staff tecnico                   |
| ------------------------------- | ------------------------------- |

| N. | Naz.                                     | Ruolo | Nome                | Anno | Alt.   | Peso   |  |
| -- | ---------------------------------------- | ----- | ------------------- | ---- | ------ | ------ |  |
| 0  | Stati Uniti (bandiera)                   | G     | Dominique Johnson   | 1987 | 193 cm | 88 kg  |  |
| 1  | Stati Uniti (bandiera)                   | G     | Desonta Bradford    | 1996 | 193 cm | 85 kg  |  |
| 3  | Stati Uniti (bandiera)                   | C     | Johnathan Williams  | 1995 | 206 cm | 103 kg |  |
| 5  | Stati Uniti (bandiera)                   | AP    | Cameron Reynolds    | 1995 | 201 cm | 102 kg |  |
| 8  | Italia (bandiera)                        | GA    | Luca Conti          | 2000 | 196 cm | 84 kg  |  |
| 9  | Brasile (bandiera) · Italia (bandiera)   | P     | Richard Morina      | 2004 | 185 cm | 82 kg  |  |
| 10 | Argentina (bandiera) · Italia (bandiera) | P     | Andrés Forray (C)   | 1986 | 188 cm | 88 kg  |  |
| 12 | Italia (bandiera)                        | PG    | Diego Flaccadori    | 1996 | 193 cm | 84 kg  |  |
| 13 | Stati Uniti (bandiera)                   | G     | Wesley Saunders     | 1993 | 196 cm | 88 kg  |  |
| 14 | Italia (bandiera)                        | AG    | Andrea Mezzanotte   | 1998 | 208 cm | 90 kg  |  |
| 20 | Italia (bandiera)                        | A     | Lorenzo Dell'Anna   | 2004 | 200 cm |        |  |
| 23 | Italia (bandiera)                        | C     | Maximilian Ladurner | 2001 | 207 cm | 95 kg  |  |
| 24 | Stati Uniti (bandiera)                   | AG    | Jordan Caroline     | 1996 | 200 cm | 107 kg |  |
| -  | Italia (bandiera)                        | G     | Mourtada Gaye       | 2004 |        |        |  |
| -  | Slovenia (bandiera)                      | C     | Luka Rudović        | 2003 | 203 cm |        |  |
| -  | Italia (bandiera)                        | AG    | Lorenzo Zangheri    | 2004 | 200 cm |        |  |

| Allenatore                                                                                |
| - Emanuele Molin                                                                          |
| Assistente/i                                                                              |
| - Fabio Bongi - Davide Dusmet Legenda - (C) Capitano - (IN) Inattivo - Infortunato Roster |

## Mercato

### Sessione estiva
| Acquisti | Acquisti           | Acquisti                     | Acquisti   | Acquisti |
| R.       | Nome               | da                           | Modalità   |          |
| -------- | ------------------ | ---------------------------- | ---------- | -------- |
| ALL      | Fabio Bongi        | Pistoia Basket               | svincolato |          |
| G        | Diego Flaccadori   | Bayern Monaco                | prestito   |          |
| G        | Desonta Bradford   | Free agent                   | svincolato |          |
| G        | Wesley Saunders    | Fortitudo Bologna            | svincolato |          |
| AC       | Johnathan Williams | Niners Chemnitz              | svincolato |          |
| AG       | Jordan Caroline    | Kaohsiung Jeoutai Technology | svincolato |          |
| AP       | Cameron Reynolds   | Houston Rockets              | svincolato |          |
| A        | Lorenzo Dell'Anna  | N.P. Monteroni               | prestito   |          |
| P        | Richard Morina     | Alfa Catania                 | prestito   |          |

| Cessioni | Cessioni         | Cessioni           | Cessioni       | Cessioni |
| R.       | Nome             | a                  | Modalità       |          |
| -------- | ---------------- | ------------------ | -------------- | -------- |
| ALL      | Nicola Brienza   | Pistoia Basket     | rescissione    |          |
| C        | Luca Lechthaler  |                    | ritirato       |          |
| G        | Victor Sanders   | Reyer Venezia      | fine contratto |          |
| G        | Jeremy Morgan    | Telekom Bonn       | fine contratto |          |
| AG       | Davide Pascolo   | U.C.C. Piacenza    | prestito       |          |
| P        | Gary Browne      | Atl. de San Germán | fine contratto |          |
| AG       | Luke Maye        | Manresa            | fine contratto |          |
| C        | JaCorey Williams | Bourg-en-Bresse    | fine contratto |          |
| AP       | Kelvin Martin    | Heidelberg         | fine contratto |          |

### Dopo l'inizio della stagione
| Acquisti | Acquisti          | Acquisti     | Acquisti         | Acquisti   |
| R.       | Nome              | da           | Data             | Modalità   |
| -------- | ----------------- | ------------ | ---------------- | ---------- |
| G        | Dominique Johnson | Fuerza Regia | 22 febbraio 2022 | svincolato |

| Cessioni | Cessioni        | Cessioni   | Cessioni      | Cessioni   |
| R.       | Nome            | a          | Data          | Modalità   |
| -------- | --------------- | ---------- | ------------- | ---------- |
| G        | Wesley Saunders | Free agent | 11 marzo 2022 | svincolato |